# سو شالین
سو شالین، (به چینی: 苏树林) (زاده مارس ۱۹۶۲) کارآفرین، سیاست‌مدار و مدیر ارشد اجرایی چینی است، که در حال حاضر به‌عنوان رییس هیئت مدیره شرکت پتروشیمی چین فعالیت می‌نماید. وی همچنین از آوریل ۲۰۱۱ فرماندار فوجیان نیز می‌باشد.